# João Belo dos Reis
João Belo dos Reis (* 6. Februar 1971 in Bobonaro, Portugiesisch-Timor) ist ein osttimoresischer Beamter der Nationalpolizei Osttimors (PNTL). Er hat den Rang eines Superintendente inne.
2009 war Reis Kommandant der Unidade Polisiamentu Komunitária (Kommunale Polizei), um 2011/2012 Polizeichef der Gemeinde Bobonaro und dann bis Ende 2013 PNTL-Direktor für Verwaltung und Planung. Von 2013 bis 2020 war er Kommandant der Unidade de Patrulhamento de Fronteira (UPF), der osttimoresischen Grenzpolizei. Im Juli 2020 wurde Reis Generaldirektor des Serviço de Migração de Timor-Leste (SM), der Einwanderungsbehörde Osttimors, wurde aber bereits am 5. November von Luís Soares Barreto abgelöst.
Seit 2023 ist Reis Kommandant des Serviço de Investigação Criminal Nacional (SCIN, deutsch Nationaler Kriminalpolizeilicher Ermittlungsdienst).